# قرار مجلس الأمن التابع للأمم المتحدة رقم 1612
قرار مجلس الأمن التابع للأمم المتحدة رقم 1612 اعتمد مجلس الأمن التابع للأمم المتحدة قرار 1612 بالإجماع في 26/يوليو/2005، بعد أن ذُكرت القرارات :
1261(1999),
1308(2000)
,1314(2000)
,1325(2000),
1379(2001)
,1460(2003),
1539(2004).
انشأ المجلس آلية الرصد والإبلاغ بشأن استخدام الأطفال كجنود وسيتم رصد أكثر من 50 حكومة وجماعة متمردة بعد صدور القرار.